# Stopplaats Diermen
Diermen (geografische afkorting Dmn) is een voormalige stopplaats aan de Centraalspoorweg tussen Utrecht en Zwolle. De stopplaats van Diermen was geopend van 20 augustus 1863 tot 3 oktober 1926 en lag tussen de huidige stations Nijkerk en Putten.